# الكرسي المسكون (رواية)
الكرسي المسكون رواية أدب الجريمة فرنسية لغاستون ليرو ، نشرت في عام 1909.

## انظرأيضا
- غاستون ليرو
- شبح الأوبرا (رواية)